# Harry Thomse
Karl Harry Thomse, ursprungligen Thomsen, född 3 juli 1903 i Arbrå i Gävleborgs län, död 20 januari 1988 i Sundsvall, var en svensk målare.
Han var son till direktören Erhard August Konstantin Thomsen och Hulda Ingegärd Sandén och från 1935 gift med Henny Olsen. Thomse studerade vid Althins målarskola 1918–1920 och utbildade sig därefter i heraldisk målning för Leon Hamilton Larsson  samt genom studieresor tillsammans med sin fru till bland annat Italien, Frankrike och Island. Tillsammans med sin man ställde hon bland annat ut i Kiruna, Gällivare, Luleå, Boden och Härnösand samt med olika Norska konstföreningar. Hans konst består huvudsakligen av naturalistiska fjällmotiv från Norrland och Spetsbergen målade med palettkniv.